# Rudi Kennes
Rudi Kennes, né le 22 juillet 1959 à Niel, est un homme politique belge, ex-membre du Parti du travail de Belgique (PTB). Il siege au parlement européen à partir de mars 2025 comme indépendant.

## Biographie
Rudi Kennes nait le 22 juillet 1959 à Niel.
Aux élections européennes de 2024, Rudi Kennes est élu au Parlement européen.